# Eternal Nightmare
Albums de Vio-lence
Oppressing the Masses
(1990)
Eternal Nightmare est le premier album studio du groupe de thrash metal américain Vio-lence sorti en 1988.

## Liste des titres
| No | Titre                       | Musique | Durée |
| -- | --------------------------- | ------- | ----- |
| 1. | Eternal Nightmare           |         | 6:11  |
| 2. | Serial Killer               |         | 2:59  |
| 3. | Phobophobia                 |         | 6:31  |
| 4. | Calling in the Coroner      |         | 3:55  |
| 5. | T.D.S (Take It as you Will) |         | 5:04  |
| 6. | Bodies on Bodies            |         | 5:47  |
| 7. | Kill on Command             |         | 4:56  |

| 1.  | Liquid Courage              |  | 6:26 |
| 2.  | Ageless Eyes                |  | 4:23 |
| 3.  | Calling in the Coroner      |  | 4:13 |
| 4.  | World in a World            |  | 4:54 |
| 5.  | Officer Nice                |  | 5:21 |
| 6.  | Subterfuge                  |  | 4:45 |
| 7.  | Kill on Command             |  | 5:23 |
| 8.  | Phobophobia                 |  | 6:38 |
| 9.  | Bodies on Bodies            |  | 7:39 |
| 10. | I Profit                    |  | 7:30 |
| 11. | T.D.S (Take It as you Will) |  | 5:28 |
| 12. | Parapalegic                 |  | 5:08 |

Toutes les morceaux ont été écrits par Vio-lence. Source.

## Composition du groupe
- Sean Killian - Chant.
- Phil Demmel - Guitare & second chant.
- Robb Flynn - Guitare & second chant.
- Deen Dell - Basse & second chant.
- Perry Strickland - Batterie.

## Anecdotes
Les bénéfices du concert Thrash of the Titans ont servi de soutien au chanteur du groupe Testament, Chuck Billy et au guitariste/chanteur du groupe Death, Chuck Schuldiner qui souffraient tous deux d'un cancer (Chuck Schuldiner est décédé quelques mois après de son cancer).